# La Nouvelle Italie
La Nouvelle Italie (en italien « La Nuova Italia ») est un journal italien édité en France et fondé par Nicola Bonservizi.

## Historique
La Nouvelle Italie est un journal italien édité en France. Son premier numéro paraît le 23 septembre 1923. À sa création, le journal est dirigé par Nicola Bonservizi. Son siège est situé 9 rue Chalgrin à Paris. 